# Матагорда (Тексас)
Матагорда (енгл. Matagorda) насељено је место без административног статуса у америчкој савезној држави Тексас.

## Демографија
По попису из 2010. године број становника је 503.
| Група             | 2000.    | 2010.       |
| Белци             | 0 (0,0%) | 426 (84,7%) |
| Афроамериканци    | 0 (0,0%) | 5 (1,0%)    |
| Азијати           | 0 (0,0%) | 0 (0,0%)    |
| Хиспаноамериканци | 0 (0,0%) | 65 (12,9%)  |
| Укупно            | 0        | 503         |